# Schweighofen

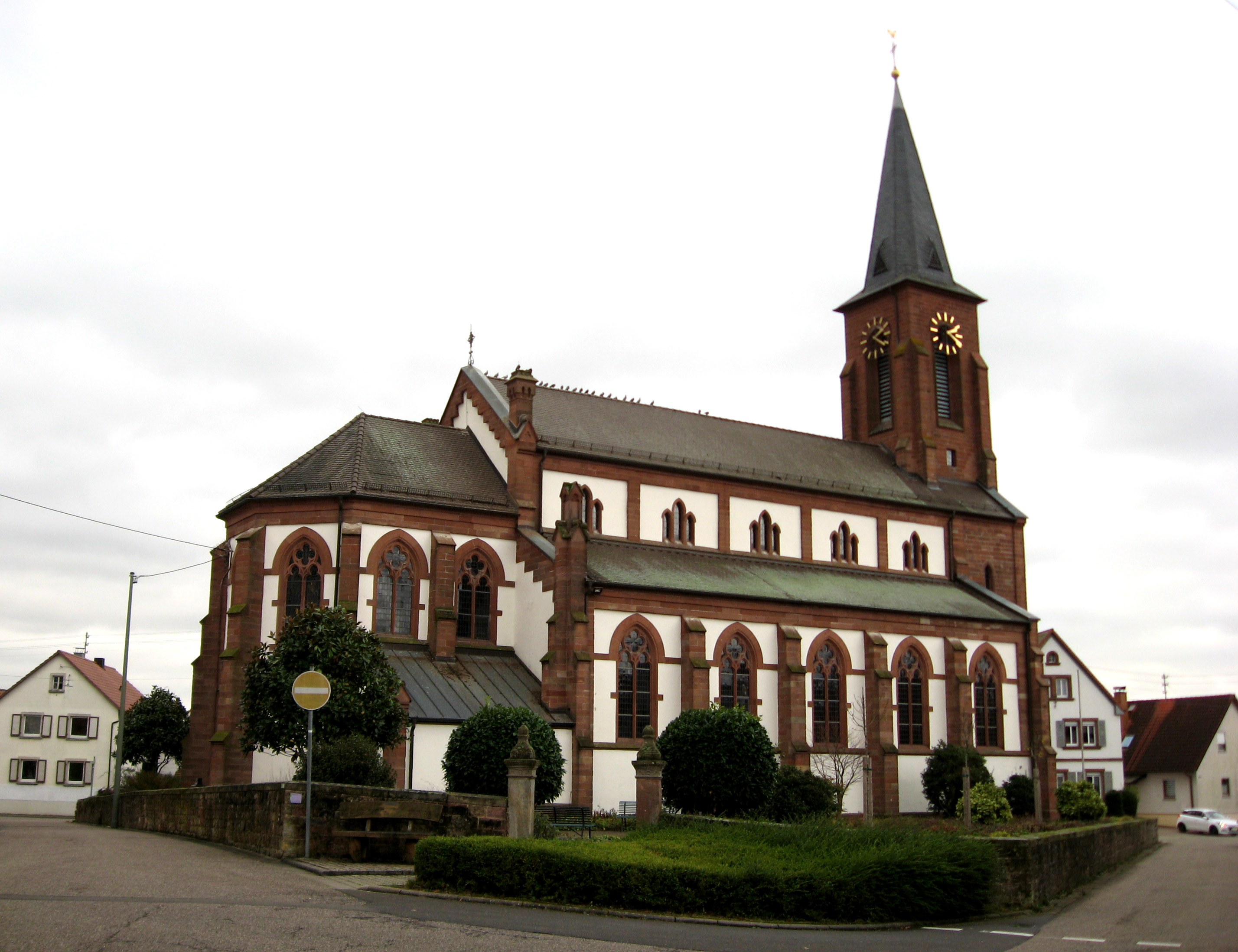
Schweighofen Kirche St. Laurentius

Schweighofen (pfälz. Schwäächhoffe) ist eine Ortsgemeinde im Landkreis Südliche Weinstraße in Rheinland-Pfalz. Sie gehört der Verbandsgemeinde Bad Bergzabern an und ist Grenzort zu Frankreich.

## Geographie

### Lage
Die Gemeinde liegt am Viehstrich direkt an der Grenze zu Frankreich. Der südliche Teil der Gemarkung liegt im Bienwald.  Nachbargemeinden sind – im Uhrzeigersinn – Oberotterbach, Kapsweyer, Weißenburg und Schweigen-Rechtenbach. Zu Schweighofen gehören auch die Wohnplätze Haftelhof, Neuhof und Windhof.

### Gewässer
Die Lauter bildet die südliche Gemarkungsgrenze. Von links nimmt diese den Rußbach auf, der den westlichen Siedlungsrand streift. Letzterer nimmt zuvor von links den Feldgraben auf. Außerdem entspringt im Bienwald der Bruchbach.

## Geschichte
Schweighofen liegt auf dem Mundat-Gebiet, das Pippin der Jüngere um 760 dem Kloster Weißenburg schenkte. In der Folge gründete das Kloster auf gerodeten Flächen viele Höfe und Weiler, zu denen auch Schweighofen gehörte.
Der Name des Ortes geht auf den Begriff der Schweige zurück, mit dem man früher einen Viehhof, den dazu gehörigen Weideplatz oder die Rinderherde selbst bezeichnete. Urkundlich erwähnt wurde der Ort erstmals im Jahr 1311. Über viele Jahrhunderte gehörten er und Altenstadt, das heute ein Ortsteil von Weißenburg ist, zusammen.
Der Ort gehörte seinerzeit zum Amt Altenstadt, das gemeinsam der Kurpfalz und der Probstei Weißenburg gehörte.
Ab Ende des 18. Jahrhunderts war die Gemeinde Teil der Französischen Republik, anschließend bis 1815 Teil des Napoleonischen Kaiserreichs und in den Kanton Bergzabern im Departement des Niederrheins eingegliedert. 1815 wurde sie Österreich zugeschlagen. Bereits ein Jahr später wechselte sie wie die gesamte Pfalz in das Königreich Bayern. Von 1818 bis 1862 gehörte Schweighofen dem Landkommissariat Bergzabern an; aus diesem ging das Bezirksamt Bergzabern hervor.
Am 14. November 1918, während des Ersten Weltkriegs, wurde das Königlich Sächsische 2. Husaren-Regiment Nr. 19 „Kronprinz Wilhelm des Deutschen Reiches und von Preußen“ vorübergehend nach Schweighofen verlegt.
1939 wurde die Gemeinde in den Landkreis Bergzabern eingegliedert. Nach dem Zweiten Weltkrieg wurde die Gemeinde innerhalb der französischen Besatzungszone Teil des damals neu gebildeten Landes Rheinland-Pfalz. Im Zuge der ersten rheinland-pfälzischen Verwaltungsreform wechselte der Ort am 7. Juni 1969 in den neu geschaffenen Landkreis Landau-Bad Bergzabern, der 1978 in Landkreis Südliche Weinstraße umbenannt wurde. 1972 wurde Schweighofen der ebenfalls neu gebildeten Verbandsgemeinde Bad Bergzabern zugeordnet.

## Religion
Ende des Jahres 2013 waren 66,1 Prozent der Einwohner katholisch und 19,6 Prozent evangelisch. Die übrigen gehörten einer anderen Religion an oder waren konfessionslos.

## Politik

### Gemeinderat
Der Gemeinderat in Schweighofen besteht aus zwölf Ratsmitgliedern, die bei der Kommunalwahl am 9. Juni 2024 in einer Mehrheitswahl gewählt wurden, und dem ehrenamtlichen Ortsbürgermeister als Vorsitzendem.

### Bürgermeister
Harald Kühn wurde am 3. November 2022 Ortsbürgermeister von Schweighofen. Er wurde einstimmig durch den Gemeinderat gewählt. Bei der Direktwahl am 9. Juni 2024 wurde er als einziger Bewerber mit einem Stimmenanteil von 84,7 % für weitere fünf Jahre wiedergewählt.
Kühns Vorgängerin Sarah Agné hatte das Amt am 16. August 2018 übernommen. Bei der Direktwahl am 26. Mai 2019 wurde sie mit einem Stimmenanteil von 84,20 % für weitere fünf Jahre in ihrem Amt bestätigt. Im März 2022 kündigte sie jedoch an, ihr Amt aus privaten Gründen Ende Mai 2022 vorzeitig niederzulegen. Daher fand am 22. Mai 2022 eine Neuwahl statt, bei der jedoch der einzige Bewerber nicht die erforderliche Mehrheit erreichte. Bei der deshalb notwendigen Wiederholungswahl, die am 21. August 2022 stattfand, erreichte die einzige Bewerberin einen ausreichenden Stimmenanteil, nahm aber die Wahl nicht an. Da für einen am 6. November 2022 angesetzten erneuten Wahltermin kein gültiger Vorschlag eingereicht wurde, oblag die Neuwahl gemäß Gemeindeordnung dann dem Rat, der sich für Harald Kühn entschied.
Agnés Vorgänger waren der 2018 im Amt verstorbene Rüdiger Jacobsen und zuvor Gerhard Pautler bis zur Kommunalwahl 2014.

### Wappen
| Wappen von Schweighofen | Blasonierung: „In Rot unter einem schrägrechts liegenden goldenen Schlüssel mit oben abwärtsgekehrtem Bart und rautenförmigen Griff, unten eine anstoßenende silberne Zinnenmauer mit offenem rundbogigem Tor, darin ein goldenes Hufeisen mit abwärtsgekehrten Stollen.“ |
| Wappen von Schweighofen | Wappenbegründung: Der Petrusschlüssel erinnert an das Kloster Weißenburg. Es wurde 1950 vom Mainzer Innenministerium genehmigt. |

## Kultur und Sehenswürdigkeiten

### Kulturdenkmäler
Vor Ort existieren insgesamt elf Objekte, die unter Denkmalschutz stehen.

### Natur
Das Naturschutzgebiete Bruchbach-Otterbachniederung und Lauterniederung erstreckt sich teilweise über die Gemeindegemarkung, ebenso das EU-Vogelschutzgebiet Bienwald und Viehstrichwiesen.

### Veranstaltungen
Die alljährliche Kerwe findet am ersten Wochenende im September statt.

## Wirtschaft und Infrastruktur

### Wirtschaft
Im Ort wird Weinbau betrieben. Hier befinden sich die Einzellagen Sonnenberg und Wolfberg als Teil der Großlage Guttenberg im Weinanbaugebiet Pfalz.

### Verkehr
Die Gemeinde ist über die Landesstraße 546 an das Straßennetz angebunden. Eine eigene, 1997 eröffnete Bahnhaltestelle an der Bahnstrecke Neustadt–Wissembourg gewährleistet mit der Buslinie 544, die von Bad Bergzabern nach Schweighofen führt, den ÖPNV. Für den Güterverkehr war jahrzehntelang der nahe Bahnhof Kapsweyer zuständig.
Südlich des Ortes liegt der kleine Flugplatz Schweighofen.

### Tourismus
Mitten durch den Ort verläuft der Saar-Pfalz-Weg, der die Kennzeichnung Schwarzer Punkt auf weißem Balken trägt und durch den Norden der Gemarkung der mit einem grünen Balken markierte Saar-Rhein-Weg, der eine Verbindung mit Saarbrücken und Wörth am Rhein schafft.

## Persönlichkeiten

### Ehrenbürger
- Horst Friedmann
- Karl Gerdon, ehemaliger Gemeindearbeiter und Landwirt, Initiator des Heimatmuseums[20]

### Söhne und Töchter der Gemeinde
- Michael Frey (1788–1854), katholischer Priester und Historiker